# ストイックOCTPATH!
『ストイックOCTPATH!』（ストイック オクトパス!）は、フジテレビで2023年10月10日から2024年3月26日まで放送されたバラエティ番組である。OCTPATHの地上波初の冠レギュラー番組。

## 概要
ボーイズグループ・OCTPATHの地上波初の冠レギュラー番組。芸能界で生き抜くためのストイックさを身に付けるため、OCTPATHのメンバーがストイックに生きる人々（ストイッカー）から極意を学んでいく。
2023年10月10日放送の『ぽかぽか』には、同番組の隔週レギュラーである栗田航兵と四谷真佑に加え、OCTPATHのメンバーから古瀬直輝と太田駿静が生出演して番組を告知した。

## 出演者
- OCTPATH
  - 海帆
  - 栗田航兵
  - 古瀬直輝
  - 太田駿静
  - 高橋わたる
  - 小堀柊
  - 四谷真佑
  - 西島蓮汰 ※第11回から
- コットン - MC[4]
  - 西村真二
  - きょん

## スタッフ
- 構成 - 堀由史、宮丸直子、平岡達哉、佐藤篤志
- ナレーション - 上原英司
- CAM - 奥村一彦
- MIX - 高橋裕也
- 編集 - 曽根徹
- MA - 佐藤卓也
- 広報 - 福本麻由野
- 技術協力 - MABU、麻布プラザ
- AP - 國廣光、泉亜希子
- AD - 高瀬拓磨、クリバリー レネ、黒﨑小鉄
- ディレクター - 玉城良浩、安生千之、原卓史
- 演出 - 中谷航
- プロデューサー - 福山晋司、神夏磯秀、内藤豊、中井謙吾、田川裕也
- 制作協力 - 吉本興業、バックアップメディア
- 制作著作 - フジテレビ、FANY Studio

## 放送日程
フジテレビにて毎週火曜24:55から放送。
Tverにて最新話のみ一週間の見逃し配信。FODにて全話配信(FOD限定で未公開シーンも配信)。
| 1  | 2023年10月10日 | 栗田と太田がストイックな洞窟探検に挑戦!       |    |               |                                             |
| 2  | 2023年10月17日 | 栗田と太田が探検へ!アクシデント発生!?         |    |               |                                             |
| 3  | 2023年10月24日 | 海帆と小堀がパルクール協会会長に弟子入り!     |    |               |                                             |
| 4  | 2023年10月31日 | 海帆と小堀が"パルクール鬼ごっこ"に挑戦!       |    |               |                                             |
| 5  | 2023年11月7日  | 高橋わたると小堀が柔術世界王者に弟子入り!     |    |               |                                             |
| 6  | 2023年11月14日 | 高橋わたると小堀が柔術のガチ対決に挑む!       |    |               |                                             |
| 7  | 2023年11月21日 | 四谷真佑と古瀬直輝が超過酷なサバイバル体験!   |    |               |                                             |
| 8  | 2023年11月28日 | 四谷真佑と古瀬直輝がサバイバル術を学ぶ!       |    |               |                                             |
| 9  | 2023年12月5日  | 海帆と太田駿静がペン回しの世界一に弟子入り!   |    |               |                                             |
| 10 | 2023年12月12日 | 海帆と太田駿静がヌンチャクの演舞に挑戦!       |    |               |                                             |
| 11 | 2023年12月19日 | 栗田航兵と高橋わたるが寺修行！西島蓮汰初登場! |    |               |                                             |
| 12 | 2023年12月26日 | 栗田航兵と高橋わたるが極寒の滝修行に挑戦!     |    |               |                                             |
| 13 | 2024年1月9日   | 四谷真佑と西島蓮汰が本格スタント技術を学ぶ!   |    |               |                                             |
| 14 | 2024年1月16日  | 四谷真佑と西島蓮汰がアクションドラマを撮影!   |    |               |                                             |
| 15 | 2024年1月23日  | 栗田航兵と古瀬直輝が銅像になりきる!           |    |               |                                             |
| 16 | 2024年1月30日  | 栗田航兵と古瀬直輝が華麗なバーテンダーに!     |    |               |                                             |
| 17 | 2024年2月6日   | 四谷真佑と小堀柊が動物園の新人飼育員に挑戦!   |    |               |                                             |
| 18 | 2024年2月13日  | 四谷真佑と小堀柊が飼育員に!トラブル発生!?     | 19 | 2024年2月20日 | 高橋わたると栗田航兵が木下大サーカス団員に! |
| 20 | 2024年2月27日  | 高橋わたると栗田航兵が空中ブランコに挑戦!     |    |               |                                             |
| 21 | 2024年3月5日   | OCTPATH&コットンが全員でロケへ!               |    |               |                                             |
| 22 | 2024年3月12日  |                                               |    |               |                                             |